# Episymploce fissa
Episymploce fissa är en kackerlacksart som först beskrevs av Hanitsch 1935.  Episymploce fissa ingår i släktet Episymploce och familjen småkackerlackor. Inga underarter finns listade i Catalogue of Life.